# NGC 6395
NGC 6395 ist eine 12,2 mag helle Spiralgalaxie vom Hubble-Typ Sc/pec im Sternbild Drache und etwa 61 Millionen Lichtjahre von der Milchstraße entfernt.
Sie wurde am 18. September 1884 von Edward D. Swift entdeckt.